# Долгоруков-Чёрт, Григорий Иванович
Григорий Иванович Меньшой Долгоруков (†1599) — голова, наместник и воевода в царствование Ивана Грозного, Фёдора Иоанновича и Бориса Годунова. Сын воеводы и стряпчего князя Ивана Тимофеевича Рыжко Долгорукова († 1558/1559), князь.

## Биография
В 1563 году назначен воеводой в Михайлов, а в следующем 1564 году переведен на воеводство в Болхов. В 1565 году ходил в составе московского войска под Дорогобуж, откуда послан «приставом» к царевичу Кайбуле со сторожевым полком во Ржев. В том же 1565 году «по крымским вестям» переведен в Болхов. В 1569 году назначен воеводой в Новосиле. В 1571 году после отступления крымско-татарской орды Девлет Герая в степи оставлен вторым воеводой передового полка в Серпухове. В 1572 года наместник в Шацке. В 1573 году командовал русским гарнизоном в ливонском замке Кукейнос. В 1574 году второй воевода сторожевого полка в походе на крепость Пернову, а в следующем 1575 году участвовал в осаде и взятии этой крепости. После отступления оттуда главных сил русской армии оставлен третьим воеводой в Пернове. В 1575-1576 годах — один из воевод в Калуге. Голова в Передовом полку князя Семёна Даниловича Пронского (1576). При сборе войск в Новгороде, голова в Большом полку князя Фёдора Ивановича Мстиславского (1576). В 1577 году воевода в Нарве. В 1578 году — первый воевода в замке Пайде. В 1580 году ходил воеводой с полками к Великим Лукам. В 1581-1583 годах один из воевод в войсках находившихся в Великом Новгороде. В 1585 году служил осадным воеводой в Брянске и Почепе. Первый воевода Сторожевого полка в Брянске (1585). Местничал с князем В. И. Бахтеяровым (1585/1586). В 1590 году сопровождал царя Фёдора Иоанновича в шведском походе под Нарву. В том же году после получения информации о набеге запорожских казаков на Воронеж и разорении ими крепости отправлен с военным отрядом под Воронеж против запорожцев. В 1592 году отправлен на южные границы вторым воеводой в большой полк под Серпухов, где охранял от крымских татар переправы на р. Оке. В 1595 году отправлен на воеводство в Тюменский острог. Дворянин московский, обедал у Государя (27 января 1598). В 1598 году после смерти царя Фёдора Иоанновича, подписался под грамотой об избрании на царский трон Бориса Фёдоровича Годунова (01 августа 1598). В том же году во время серпуховского похода нового царя против крымского хана Газы Герая оставлен вторым вылазным воеводой в Москве на случай её осады и прорыва крымской орды. Велено ему при объездах Москвы, ведать в Царёвом каменном городе, от Яузы до Неглинной, но заместничал с князем Михаилом Фёдоровичем Гвоздевым и царь назначил князя Петра Ивановича Барятинского (1599).
Скончался, оставив после себя двух сыновей:
- Василий Григорьевич Чертёнок Долгоруков (ок. 1566 — после 1606) — сын боярский, голова и воевода.
- Алексей Григорьевич Чертёнок Долгоруков († 1646) — сын боярский, голова и воевода.

## Критика
Возникшее местническое дело между князем Григорием Ивановичем Долгоруковым и князем Михаилом Фёдоровичем Гвоздевым, описано во 2-м томе Русского исторического сборника, но в нём князь Григорий Иванович, ошибочно назван Андреевичем. Эта ошибка перешла в некоторые издания, включая труд Н. П. Лихачёва — «Разрядные дьяки XVI века».